# Tecmo Cup Football Game
Tecmo Cup Football Game, originalmente conocido como Captain Tsubasa en Japón y conocido como Tecmo Cup Soccer Game en Estados Unidos es un videojuego de fútbol/RPG publicado por Tecmo en el año 1988 en Japón y en 1992 en Estados Unidos y Europa para Nintendo Entertainment System.
Dio inicio a un género de juegos conocidos como "Cinemática de Fútbol". Esto significa que en lugar de tener un control directo sobre la acción como un simulador de fútbol estándar, el juego tiene un ángulo de cine con el reproductor de tener que elegir sus acciones de una oportuna lista y los resultados de estas acciones son animados en pantalla.
El juego fue traducido al árabe y bootlegs como "Captain Majid", ya que el programa fue un gran éxito en el mundo árabe.[cita requerida]
El título y los personajes fueron renombrados y remplazados, respectivamente, fuera de Japón debido a problemas de licencia.

## Argumento
El juego trata sobre la historia de la serie Captain Tsubasa, la serie de dibujos animados más conocida en Latinoamérica como Supercampeones o en España como Campeones, sólo que en las versiones europea y americana los personajes fueron cambiados por nombres y aspecto anglosajones para que tuvieran más éxito en esos mercados. Dos ejemplos serían Robin Field (Tsubasa Ozora en Japón, Oliver Aton en España y Latinoamérica) o Damon Stark (Kojiro Hyuga en Japón, Mark Lenders en España y Steve Hyuga en Latinoamérica).
La primera edición de Capitán Tsubasa cuenta la historia de Oliver desde sus inicios en el fútbol en el equipo de Nankatsu, aparecen todos los rivales de Oliver del torneo nacional (Kojiro Hyuga, Takeshi Sawada, Ken Wakashimazu, Hikaru Matsuyama, Jun Misugi, Kazuo Tachibana, Masao Tachibana. Se cuenta en Nankatsu con todos los jugadores: Paul Diamond, Johnny Mason, Eddie Carter, Victor Takasugi, Jack Morris, Al Jones, Bruce Hapter y por supuesto Tsubasa Ozora
En la segunda parte del juego se desarrolla la Copa Mundial Junior los jugadores más destacados son Steve Montgomery Capitán de la Selección Juvenil de Inglaterra, Pierre LeBlanc y al final Karl Heinz Schneider, en la cual podemos elegir en ese único partido como portero a Genzo Wakabayashi.

### Robin Field
Robin Field es el protagonista principal del juego en torno al cual gira toda la historia.
Robin ha nacido para jugar al fútbol y su sueño es llegar a convertirse en una auténtica estrella a nivel mundial, es de los mejores jugadores del juego y el único que dispone de tiro especial, el "Hypertiro de Robin", durante la primera mitad del juego.
Es el mejor jugador de los Razors y es un auténtico líder en el equipo, sin duda una pieza clave para que los Razors alcancen el campeonato nacional.
También llega a ser pieza clave en la selección nacional, los "Tops", junto a su eterno rival Damon Stark, su hermano Cecil Field y otros grandes jugadores a los que se enfrenta en el campeonato nacional.
Robin es un jugador brillante en cuanto a tiro, dribling, pase, cortar balones, entradas al balón y marcar al oponente, también cabe destacar que sabe rematar de cabeza y tirar de chilena aparte de las clásicas voleas y cabezazos que realizan todos los jugadores pero a pesar de todo sus jugadas más importantes son las siguientes:
- Hypertiro de Robin: es el tiro estrella de Robin, lo aprenderá al llegar al nivel tres, un tiro poderoso en el que la pelota subirá en el aire para luego descender a gran velocidad hacia la portería, un tiro prácticamente imparable para porteros de baja calidad. Cuando Robin llega a niveles más altos su hypertiro llega a mandar por los aires a los jugadores que se interponen en la trayectoria del balón e incluso romper la red de la portería cuando el balón cruza la línea de gol.

- Tiro doble: cuando Robin esté en el área y reciba un pase alto o bajo puede hacer este supertiro combinado junto a su hermano Cecil. Gasta solamente la energía del que lo realiza (el otro no gasta nada), y es necesario que al menos uno de los dos esté en el área. Bastante potente y eficaz ante porteros mediocres y útil ante buenos porteros. Es necesario que Cecil esté en el terreno de juego para que Robin pueda efectuar este tiro.

- Combi: cuando Robin esté cubierto por uno o más adversarios puedes pulsar abajo para usar esta técnica, consiste en una combinación de pases entre Robin y Cecil que evitará a los oponentes. Es necesario que los dos hermanos estén en el terreno de juego al igual que en el tiro doble.

- Griterío: es quizás el tiro más poderoso del juego, incluso más que el trallazo de Ayrton o el cañonazo de Damon, se trata de un tiro combinado entre Robin y Damon que solo aparecerá cuando la situación sea desesperada, es decir, que estés empatando o perdiendo el partido y quede poco tiempo de juego. Es necesario que Damon esté en el terreno de juego para poder hacer el Griterío.

## Estilo de juego
La compañía Tecmo no se conformó con hacer un juego de fútbol normal sino que trató de trasladar toda la emoción e intensidad de la serie original en la que fue necesario idear una forma diferente de emular un tipo de juego adecuado a la serie basado en escenas cinemáticas en la que ves al jugador recorriendo el campo y en el momento que tu quieras (o un rival te esté cerrando el paso) decides que es lo que tienes que hacer, si pasar, regatear, etc, y una escena te muestra si tienes éxito o no, dependiendo de la habilidad del jugador.
El juego es veloz y vertiginoso, y por lo general los marcadores tienen un goleo alto. A medida que avanza el torneo, la dificultad aumenta mucho su nivel, aunque las posibilidad de continuar luego de una derrota son tantas como el jugador quiera.

### Jugabilidad
Cuando el jugador va con el balón en los pies puedes pulsar B para hacer aparecer el menú y elegir entre pasar o tirar o por el contrario esperar a que te marquen un jugador o varios jugadores rivales en el que tendrás que escoger entre pasar, tirar o regatear.
Si se lanza un pase a un jugador que está en el área contraria podrá efectuar un remate de cabeza o un tiro de volea en el caso de que el pase lleve poca altura o un cabezazo o chilena en caso de que el pase sea más alto.
Cuando un jugador del equipo contrario ataque uno o más de tus jugadores pueden cubrirlo y podrán elegir entre las opciones de entrar al balón, cortar, marcar o esperar.
Cuando un jugador contrario tira a puerta el portero tendrá las opciones de golpe o coger.

## Diferencias
Los cambios hechos de Captain Tsubasa a Tecmo Cup Football Game son, entre otros:
- El intro fue sigilosamente cambiado.
- Todos los personajes (exc. el comentarísta y el árbitro) fueron alterados.
- Moete Hero, el tema de fondo de Tsubasa, de intro y de la segunda parte del juego, fue remplazada.
- Al empezar el juego, el cartel "ON AIR" fue remplazado por "TECMO!". Además, se eliminó "JBS".
- El entrenador aparece sin niños.
- Debido a la ausencia de caracteres Kana en el sistema de contraseñas, son remplazadas por ABC.
- Única entrega que se lanzó en español.